# Piper foshergi
Piper foshergi är en pepparväxtart som beskrevs av William Trelease. Piper foshergi ingår i släktet Piper och familjen pepparväxter. Inga underarter finns listade i Catalogue of Life.